# Ergino (argonauta)
Ergino (in greco antico: Ἐργῖνος?, Erghînos) è un personaggio della mitologia greca e fu l'argonauta che prese il timone della nave Argo dopo la morte del timoniere Tifide.

## Genealogia
Figlio di Poseidone o di Periclimeno.

## Mitologia
Risiedeva nella città di Mileto in Caria e fu reclutato da Giasone per la spedizione in Colchide.
A Lemno ed in giovane età, durante giochi funebri indetti da Ipsipile in onore del defunto padre Toante, partecipò ad una gara di corsa podistica dove il suo avversario era un Boreade. 

All'avvio, e per causa dei suoi capelli già ingrigiti, fu deriso dalle donne del posto ma il suo passo fu molto veloce e vinse.
Alcuni autori lo confondono con un altro Ergino e che fu re di Orcomeno.